# Jolanda Zoomer
Jolanda Zoomer (Den Haag, 1 juni 1968) is een Nederlandse zangeres.

## Biografie
Zoomer wou reeds op 6-jarige leeftijd zangeres worden. Toen ze 11 jaar was begon ze met zingen in het kinderkoor The Young Emotions. Op haar 15e gaf ze haar eerste optreden.

## Carrière
In 2004 deed Zoomer mee aan het televisieprogramma Een ster in 40 dagen waarin zij tweede werd. In 2006 verscheen haar debuutsingle Mannen hebben honger dat geschreven is door Emile Hartkamp. 
Deze was redelijk succesvol en kwam op nummer 28 in de Nederlandse Single Top 100 en stond er 6 weken in. In 2007 werd de single Dat ding eruit! uitgebracht. Met het ding wordt een computer bedoeld. Het liedje kwam op de 43e plaats in de Nederlandse Single Top 100 en stond er 4 weken in. Haar muziek wordt uitgebracht door o.a. platenmaatschappij Universal.

## Discografie

### Albums
| Album met eventuele hitnotering(en) in de Nederlandse Album Top 100 | Datum van verschijnen | Datum van binnenkomst | Hoogste positie | Aantal weken | Opmerkingen |
| ------------------------------------------------------------------- | --------------------- | --------------------- | --------------- | ------------ | ----------- |
| Verliefd voor altijd                                                | 10-06-2011            | 18-06-2011            | 36              | 7            |             |

### Singles
| Single met eventuele hitnotering(en) in de Nederlandse Top 40 | Datum van verschijnen | Datum van binnenkomst | Hoogste positie | Aantal weken | Opmerkingen                                       |
| ------------------------------------------------------------- | --------------------- | --------------------- | --------------- | ------------ | ------------------------------------------------- |
| Mannen hebben honger                                          | 2006                  | -                     |                 |              | Nr. 28 in de Single Top 100                       |
| Dat ding eruit!                                               | 2007                  | -                     |                 |              | Nr. 43 in de Single Top 100                       |
| De jagers en 't wild                                          | 2008                  | -                     |                 |              | Nr. 70 in de Single Top 100                       |
| Ik wil zo graag altijd (met jou samen zijn)                   | 2010                  | -                     |                 |              | Nr. 33 in de Single Top 100                       |
| Weer in de wolken                                             | 2010                  | -                     |                 |              | Nr. 22 in de Single Top 100                       |
| Dans nog een keer met mij                                     | 2011                  | -                     |                 |              | Nr. 50 in de Single Top 100                       |
| Ik ben gelukkig zonder jou                                    | 2011                  | -                     |                 |              | Nr. 54 in de Single Top 100                       |
| Spring                                                        | 2012                  | -                     |                 |              | Nr. 92 in de Single Top 100                       |
| Kom in de tent                                                | 2013                  | -                     |                 |              | Nr. 78 in de Single Top 100                       |
| Jij en ik                                                     | 2013                  | -                     |                 |              | met Frank Verkooyen / Nr. 91 in de Single Top 100 |